# 吳瓊華
吳瓊華（1969年12月1日—），臺灣中國國民黨籍政治人物，現任臺中市議員，為烏日鳳凰救護志工分隊長、婦女防火宣導第三中隊中隊長、烏日婦女工作委員會會長、烏日新移民家庭關懷協會理事長。

## 爭議
2013年9月30日，其丈夫陳健楷，任職臺中市議會的秘書長因涉嫌在議會工程案中收取回扣遭臺中地檢署調查搜索64個據點，並傳喚吳瓊華議員其等51人到案配合調查，依貪污罪聲請羈押，吳瓊華於2013年10月1日凌晨以新台幣二十萬元交保後傳。

## 資料來源
1. ↑  .   [2017-12-05]. （原始内容存档于2014-11-17）.
2. ↑  .   [2014-01-30]. （原始内容存档于2014-02-04）.

## 外部連結
- 臺中市政府（页面存档备份，存于）
- 臺中市議會
- 吳瓊華部落格網站